# ویرس‌ولد
ویرس‌ولد (به هلندی: Weijerswold) یک منطقهٔ مسکونی در هلند است که در کوفوردن واقع شده‌است. ویرس‌ولد ۱۰۰ نفر جمعیت دارد.